# حرير

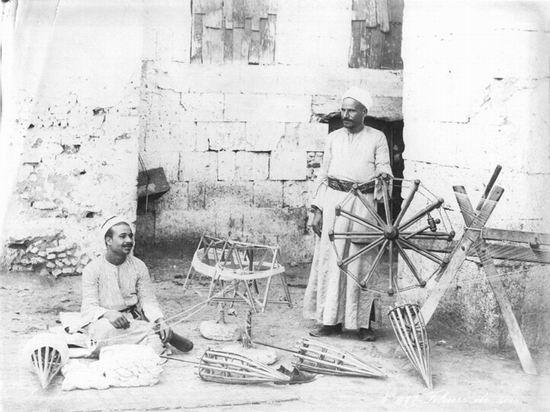
نسج الحرير في مصر قديما

الحرير هو ألياف بروتينية طبيعية قابلة للنسج على شكل منسوجات. ويتم الحصول على الحرير من شرانق دودة القز.
ويعد العمل في مجالات إنتاج الحرير من الأنشطة الاقتصادية الزراعية الصناعية التي تحقق عائدًا مجزياً، كما أن العمل في مشروعات إنتاج الحرير يتيح الفرصة لجذب فئات جديدة، لا سيما الشباب الخريجين والأسر المنتجة والمرأة الريفية، لإقامة مشروعات صغيرة بهدف زيادة عدد المربين من جهة وزيادة الإنتاج وتحسين جودته من جهة أخرى، بالإضافة إلى توفير فرص العمل.
تمر صناعة الحرير بمرحلتين رئيسيتين:
1. تتمثل الأولى في مرحلة زراعة أشجار التوت من أجل إنتاج وتربية ديدان القز بغرض إنتاج الحرير.
2. وتتمثل المرحلة الثانية في إنتاج البيض الذي يتحول إلى يرقات ثم ديدان تنتج الحرير الطبيعي.

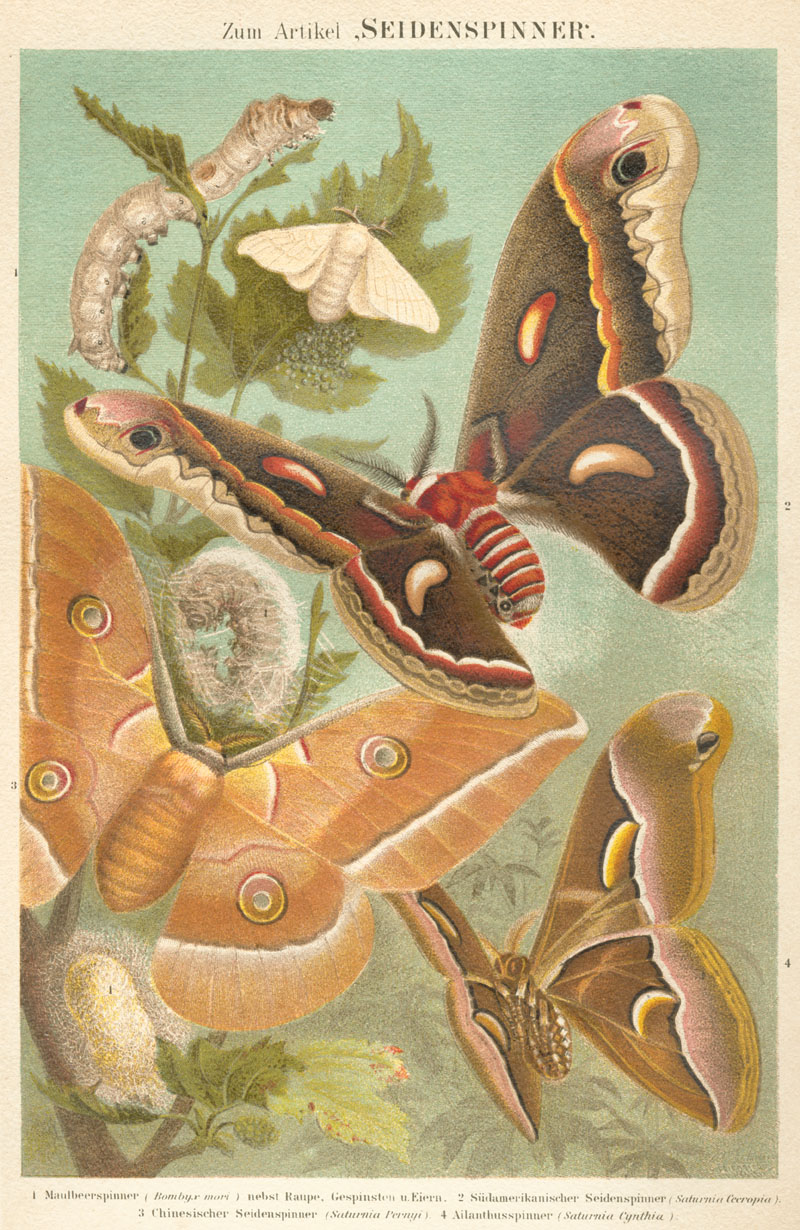

## تاريخ

### الصين
يعود اكتشاف الحرير للعام/2700/ ق.م عندما حاول الإمبراطور الصيني هو أنجدي معرفة سبب تلف أشجار التوت الخاصة به في حديقته، فاكتشفت زوجته وجود ديدان بيضاء تقوم بأكل أوراق التوت وتغزل شرانق لامعة. ثم قامت الزوجة بإسقاط الشرنقة في الماء الساخن المُعد للشاي صدفة ثم قامت باللعب بالشرنقة عندما كانت في الماء فلاحظت خيوطا رفيعة تتشابك وتتفكك من الشرنقة فبدأت بسحب الخيط من الشرنقة. وهكذا كانت بداية اكتشاف الحرير عندما أقنعت الإمبراطورة زوجها بمنحها مجموعة من أشجار هذه الفاكهة حيث يمكنها تربية الآلاف من ديدان الحرير التي تنتج تلك الشرانق الجميلة. الإمبراطورة زيلتش قامت بعد ذلك بابتكار بكرات الحرير التي تجمع هذه الخيوط معا لتنتج خيطا سميكا وقويا حتى تمكنت من نسجها. وفي حوالي العام 1000 قبل الميلاد عرفت الصين صناعة الحرير قبل أي دولة أخرى.
سمحت الاكتشافات الحديثة بالعثور على أول دليل للحرير في مواقع ثقافة يانغشو في مقاطعة شيا، شانشي، حيث تم العثور على شرنقة حرير مقطعة إلى النصف بسكين حاد، يعود تاريخها إلى ما بين 4000 و 3000 قبل الميلاد. تم التعرف على هذا النوع باسم دودة القز ، الدودة القزّية المستأنسة. يمكن أيضًا رؤية شظايا النول البدائي من مواقع ثقافة هيمودو في يوياو، بمقاطعة تشجيانغ، والتي يرجع تاريخها إلى حوالي 4000 قبل الميلاد. أقدم مثال على الأقمشة الحريرية هو من عام 3630 قبل الميلاد، وكان يستخدم كالتفاف لجسم الطفل. نسيج يأتي من يانغشاو الموقع في تشينغتايكون في رونغ يانغ، خنان. تم العثور على قصاصات من الحرير في أحد مواقع ثقافة Liangzhu في Qianshanyang في Huzhou ، بمقاطعة Zhejiang ، التي يعود تاريخها إلى عام 2700 قبل الميلاد. تم العثور على شظايا أخرى من المقابر الملكية في عهد أسرة شانغ (من 1600 إلى 1046 قبل الميلاد).
خلال الحقبة اللاحقة، فقد الصينيون سرهم في صناعة الحرير حيث تمكن الكوريون، واليابانيون، ثم الهنود، من اكتشاف طريقة صنع الحرير. تشير التلميحات إلى النسيج في العهد القديم إلى أنه كان معروفًا في غرب آسيا في الأزمنة التوراتية. يعتقد العلماء أن الصينيين بدأوا في القرن الثاني قبل الميلاد إنشاء شبكة تجارية تهدف إلى تصدير الحرير إلى الغرب. تم استخدام الحرير، على سبيل المثال، من قبل البلاط الفارسي وملكها، داريوس الثالث، عندما غزا الإسكندر الأكبر الإمبراطورية. على الرغم من أن الحرير انتشر بسرعة في جميع أنحاء أوراسيا، مع استثناء محتمل لليابان، ظل إنتاجه صينيًا حصريًا لمدة ثلاثة آلاف عام.

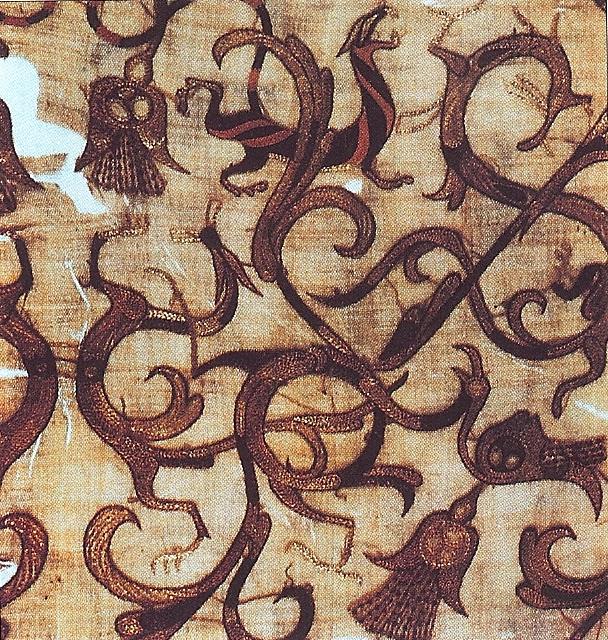
تفاصيل طقوس الحرير والملابس من القرن الرابع قبل الميلاد ، عهد تشو ، الصين

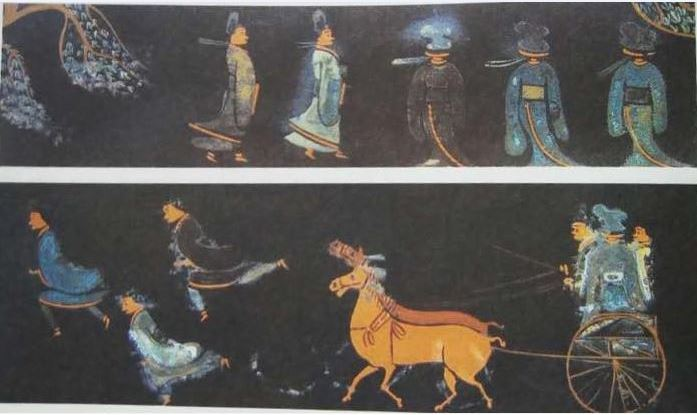
A كية اللوحة من جينغمن قبر (الصينية:荊門楚墓؛ بينيين: جينغمن chǔ مو) من دولة تشو (704-223 قبل الميلاد)، والتي تصور الرجال ارتداء فستان من الحرير التقليدية ويستقلون-horsed اثنين عربة

تشير كتابات كونفوشيوس والتقاليد الصينية إلى أنه في حوالي عام 3000 قبل الميلاد، سقطت شرنقة دودة الحرير في فنجان شاي الإمبراطورة ليزو. رغبة في استخراجها من شرابها، بدأت الفتاة البالغة من العمر 14 عامًا في نزع فتيل شرنقة الشرنقة.
ثم كانت لديها فكرة أن تنسج بعضها، لذلك احتفظت ببعضها لنفسها. بعد أن لاحظت حياة الدود الحريري بناءً على توصية من زوجها، الإمبراطور الأصفر، بدأت في توجيه حاشيتها إلى فن تربية الدود الحريرية وتربية دودة القز. من هذه النقطة، أصبحت الفتاة إلهة الحرير في الأساطير الصينية. غادر الحرير الصين في نهاية المطاف عبر وريث الأميرة التي وعد بها أمير خوتان. ربما حدث هذا في أوائل القرن الأول الميلادي. الأميرة، التي رفضت الذهاب بدون القماش الذي أحبته، ستنتهي أخيرًا من الحظر الإمبراطوري على تصدير دودة الحرير.
على الرغم من أن الحرير تم تصديره إلى دول أجنبية بكميات كبيرة، إلا أن تربية دودة القز ظلت سرا يخفيه الصينيون بعناية. وبالتالي، اخترعت شعوب أخرى حسابات متفاوتة المصدر لمصدر النسيج المذهل.
في العصور القديمة الكلاسيكية، كان معظم الرومان، من كبار المعجبين بالقماش، مقتنعين بأن الصينيين أخذوا القماش من أوراق الأشجار. هذا الاعتقاد أكده سينيكا الأكبر في بلدة فيدرا وفيرجيل في كتابه للجورجيين. والجدير بالذكر أن بليني الأكبر كان يعرف أفضل. في معرض حديثه عن دودة القز أو فراشة الحرير، وكتب في كتابه التاريخ الطبيعي «فهي تنسج شبكات، مثل العناكب، والتي تصبح مادة الملابس الفاخرة للنساء، ودعا الحرير».

### شمال شرق الهند
في ولاية آسام الشمالية الشرقية، يتم إنتاج ثلاثة أنواع مختلفة من الحرير المحلي، تسمى مجتمعة حرير آسام: حرير موغا وإيري وبات. يتم إنتاج موغا والحرير الذهبي وإيري بواسطة ديدان القز التي يقع موطنها الأصلي فقط في ولاية آسام. لقد تم تربيتها منذ العصور القديمة على غرار دول شرق وجنوب شرق آسيا الأخرى.

### الهند

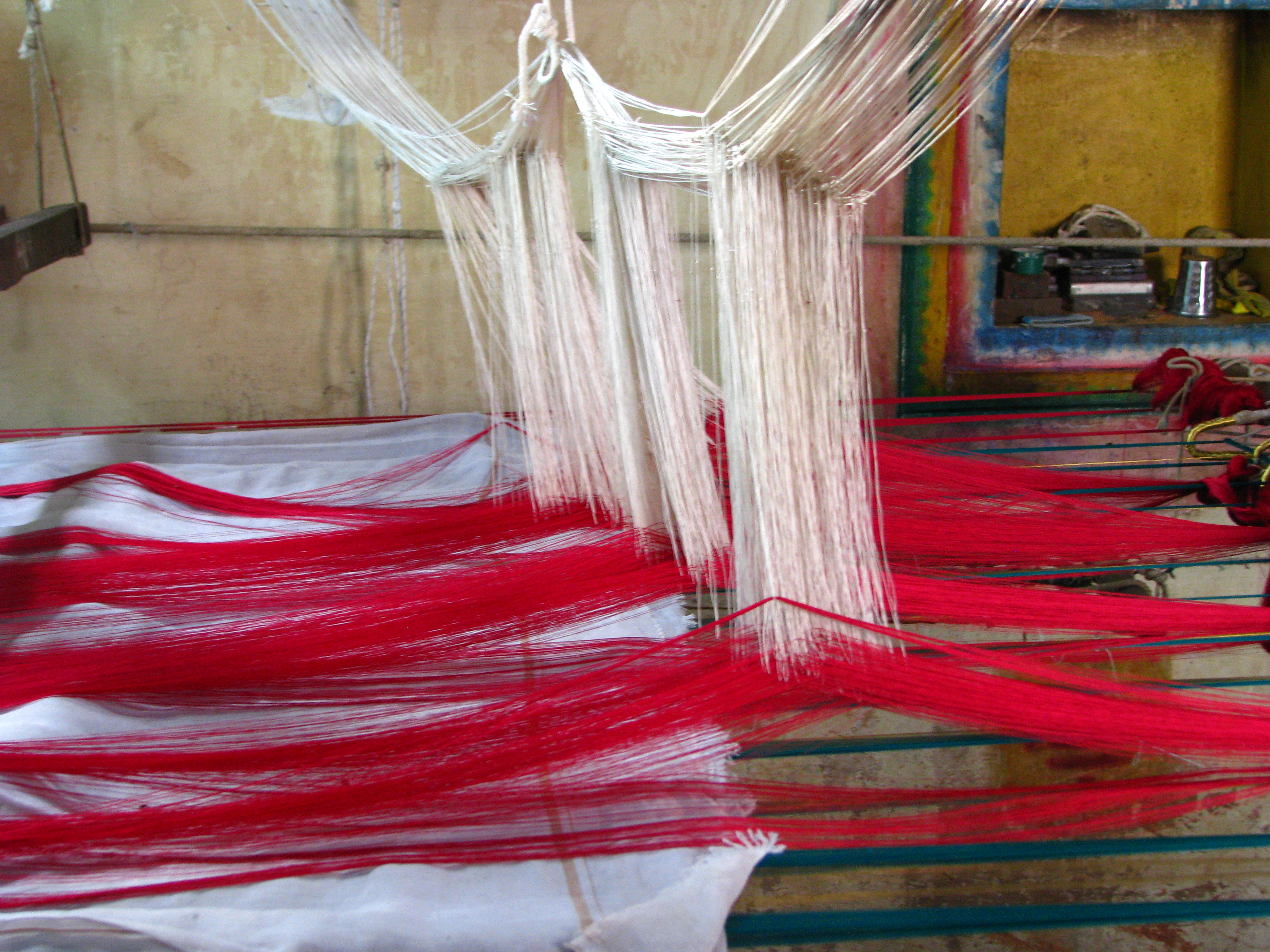
نسج الحرير الساري في كانشيبورام

الحرير له تاريخ طويل في الهند. تُعرف باسم «ريشام» في شرق الهند وشمالها، و «باتو» في الأجزاء الجنوبية من الهند. الاكتشافات الأثرية الحديثة في هارابا وChanhu-daro تشير إلى أن تربية دودة القز، باستخدام الحرير البري خيوط من دودة القز، كانت موجودة في جنوب آسيا خلال فترة حضارة وادي السند (الآن في باكستان والهند) يرجع تاريخها إلى ما بين 2450 قبل الميلاد و 2000 قبل الميلاد، بينما يعود تاريخ «الدليل الثابت والسريع» لإنتاج الحرير في الصين إلى حوالي 2570 قبل الميلاد. شيلاغ فاينكر، خبير الحرير في متحف أشموليان في أكسفورد، والذي يرى أدلة على إنتاج الحرير في الصين «قبل 2500-2000 قبل الميلاد بشكل ملحوظ»، يقترح، «الناس من حضارة السند إما حصدوا شرانق دودة القز أو تداولوا معها الأشخاص الذين فعلوا ذلك، وأنهم يعرفون قدرًا كبيرًا عن الحرير.»
الهند هي ثاني أكبر منتج للحرير في العالم بعد الصين. يأتي حوالي 97٪ من حرير التوت الخام من ست ولايات هندية، وهي أندرا برديش، كارناتاكا، جامو وكشمير، تاميل نادو وبهار وغرب البنغال. شمال بنغالور، الموقع القادم لـ 20 مليون دولار لـ «مدينة الحرير» راماناغارا وميسور، يساهمان في غالبية إنتاج الحرير في ولاية كارناتاكا.

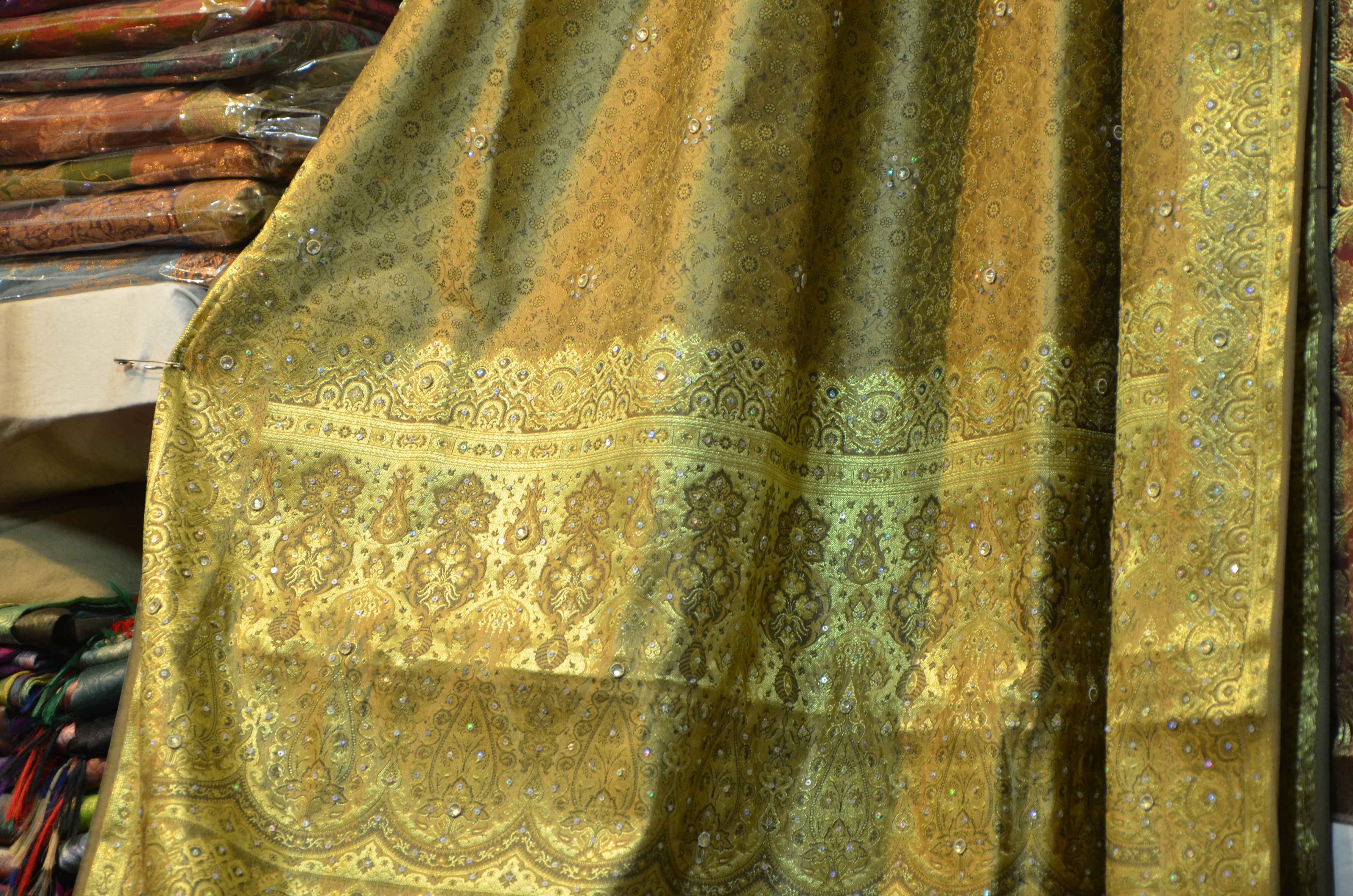
ساري باناراسي التقليدي مع الديباج الذهبي

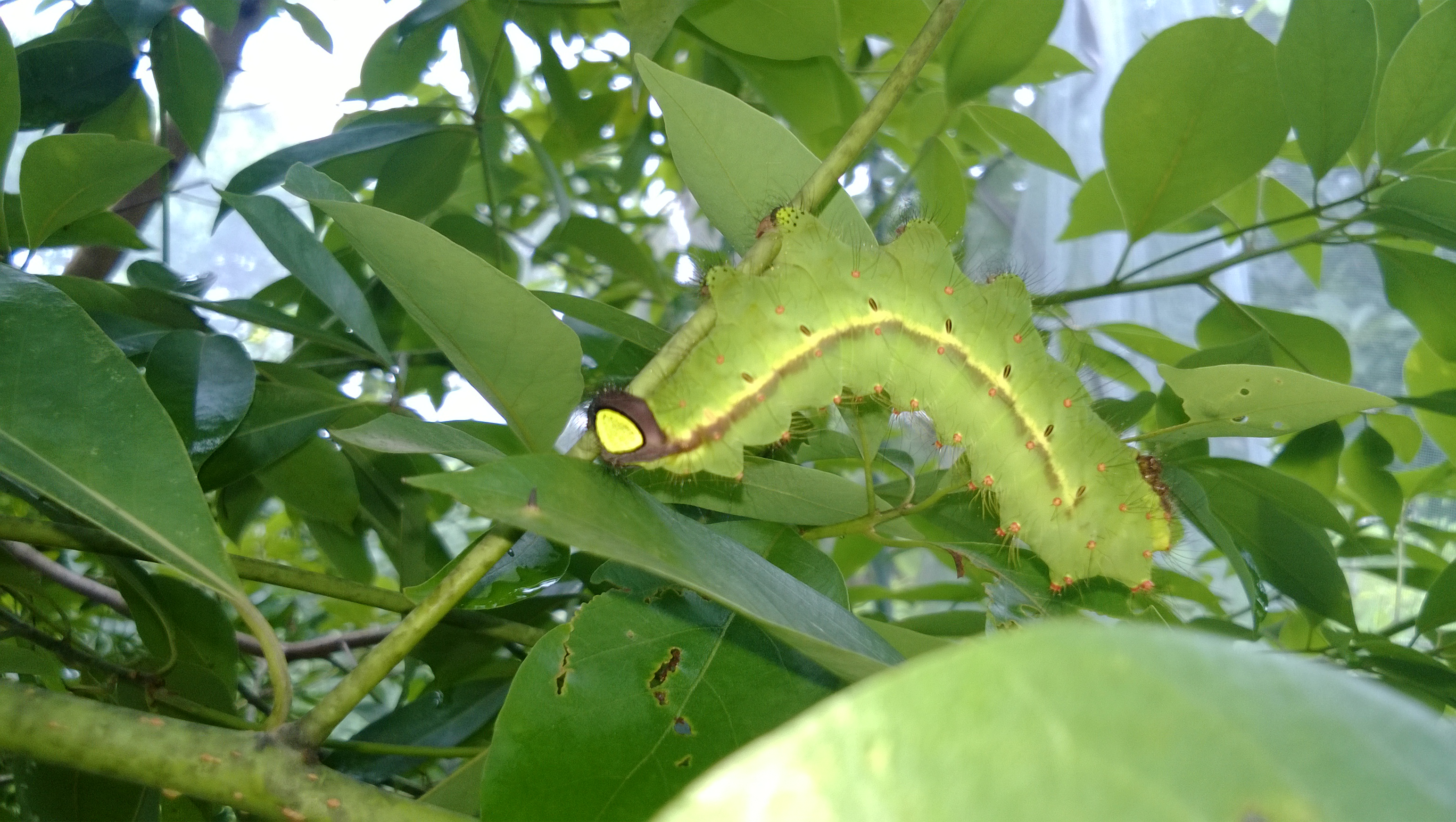
Antheraea Assamensis، الأنواع المستوطنة في ولاية آسام، الهند

في تاميل نادو، تتركز زراعة التوت في كويمباتور وتآكل وبهاجالبور وتيروبور وسالم ودارمابوري المقاطعات. حيدر أباد، أندرا برديش، غوبيتشيتي باليام، تاميل نادو، كانت المواقع الأولى التي تمتلك وحدات آلية للف الحرير في الهند.
الهند هي أيضًا أكبر مستهلك للحرير في العالم. تقليد ارتداء الساري الحريري للزواج والاحتفالات الميمونة الأخرى هو عادة في ولاية آسام والأجزاء الجنوبية من الهند. يعتبر الحرير رمزا للملكية، وتاريخيا، كان الحرير يستخدم في المقام الأول من قبل الطبقات العليا. الملابس الحريرية وsaree المُنتجة في كانتشيبورام، Pochampally ، Dharmavaram، ميسور، Arani في الجنوب، فارنارسي في الشمال، بهاجالبور ومرشد أباد في الشرق معترف بها جيدًا.

### تايلاند
يتم إنتاج الحرير على مدار العام في تايلاند عن طريق نوعين من ديدان الحرير، بومبيسيديا المستزرعة وساتورنيديا البرية. يأتي معظم الإنتاج بعد حصاد الأرز في الأجزاء الجنوبية والشمالية الشرقية من البلاد. تقوم النساء تقليديا بحياكة الحرير على النول اليدوي وينقلن المهارة إلى بناتهن، حيث يعتبر النسيج علامة على النضج والأهلية للزواج. غالبًا ما تستخدم المنسوجات الحريرية التايلاندية أنماطًا معقدة بألوان وأنماط مختلفة. معظم مناطق تايلاند لديها حريرها النموذجي. خيط واحد رقيق جدًا بحيث لا يمكن استخدامه بمفرده، لذا تجمع النساء العديد من الخيوط لإنتاج ألياف أكثر سمكًا وقابلة للاستخدام. يقومون بذلك عن طريق لف الخيوط يدويًا على مغزل خشبي لإنتاج خيط موحد من الحرير الخام. تستغرق العملية حوالي 40 ساعة لإنتاج نصف كيلوغرام من الحرير.
تستخدم العديد من العمليات المحلية آلة اللف لهذه المهمة، لكن بعض خيوط الحرير لا تزال ملفوفة يدويًا. الفرق هو أن الخيوط الملفوفة يدويًا تنتج ثلاث درجات من الحرير: درجتان جيدتان مثاليتان للأقمشة خفيفة الوزن ودرجة سميكة للمواد الثقيلة.
يُنقع نسيج الحرير في ماء شديد البرودة ويُبيض قبل الصباغة لإزالة اللون الأصفر الطبيعي لخيوط الحرير التايلاندية. للقيام بذلك، تُغمر خيوط الحرير في أحواض كبيرة من بيروكسيد الهيدروجين. بمجرد غسل الحرير وتجفيفه، يُنسج على نول يدوي تقليدي.

### بنغلاديش
إقليم راجشاهي في شمال بنغلاديش هي مركز صناعة الحرير في البلاد. هناك ثلاثة أنواع من الحرير تُنتج في المنطقة: التوت، والندى، والتسار. كان الحرير البنغالي عنصرًا رئيسيًا في التجارة الدولية لعدة قرون. كان يُعرف باسم حرير الغانج في أوروبا في العصور الوسطى. كانت البنغال المصدر الرئيسي للحرير بين القرنين السادس عشر والتاسع عشر.

### آسيا الوسطى

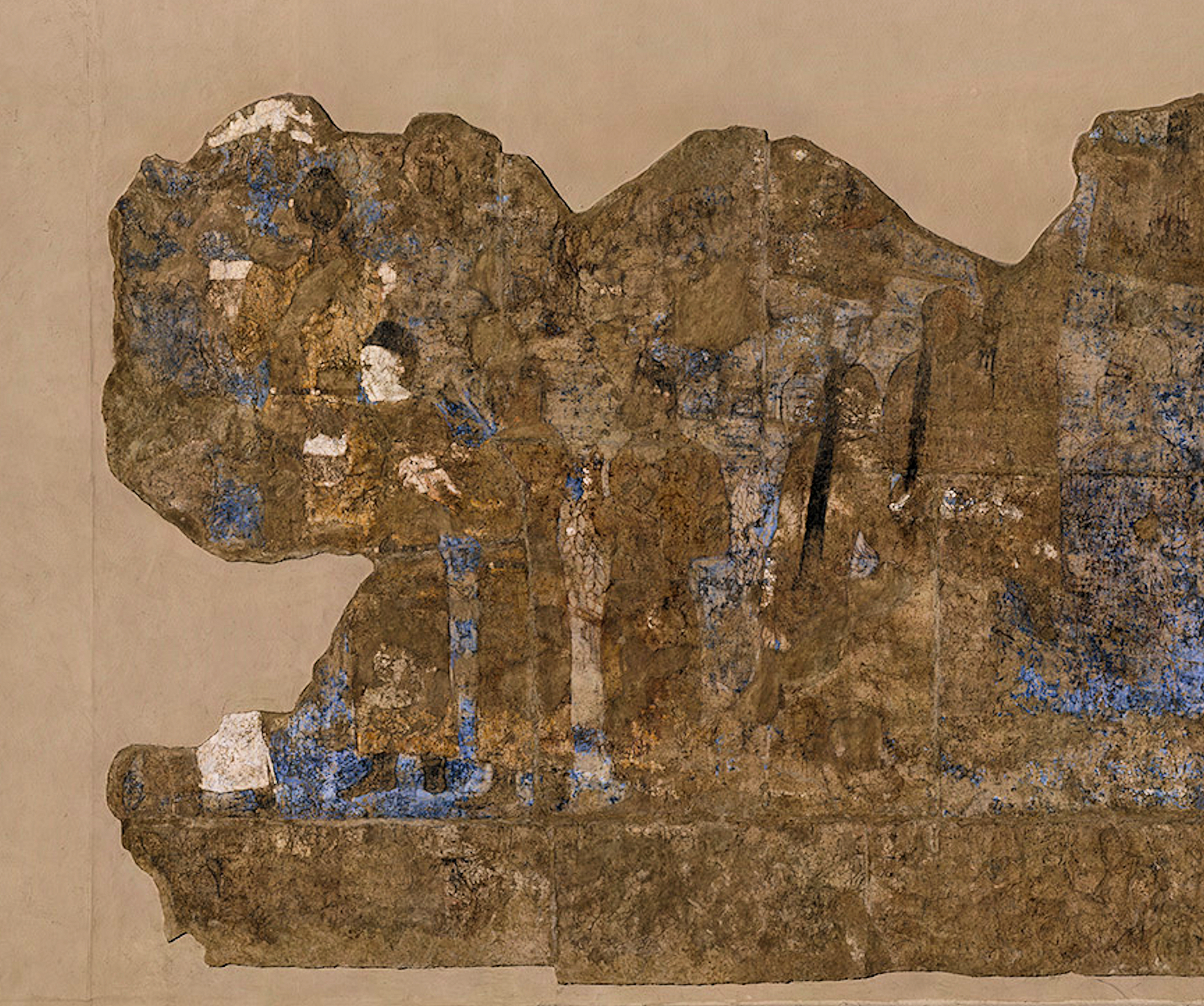
السفارة الصينية ، تحمل حريرًا وخيطًا من شرانق دودة القز ، القرن السابع الميلادي ، أفراسياب ، بلاد الصغد

تُظهر الجداريات التي تعود إلى القرن السابع الميلادي أفراسياب في سمرقند، بلاد الصغد، سفارة صينية تحمل الحرير وخيطًا من شرانق دودة القز إلى الحاكم الصغدياني المحلي.

### الشرق الأوسط
في التعاليم الإسلامية، يحظر على الرجال المسلمين ارتداء الحرير. ويعتقد العديد من الفقهاء الدينيين أن المنطق وراء الحظر يكمن في تجنب ارتداء الملابس للرجال التي يمكن اعتبارها أنثوية أو باهظة.
هناك خلافات حول كمية الحرير التي يمكن أن يتكون منها النسيج (على سبيل المثال، ما إذا كانت قطعة حريرية زخرفية صغيرة على سترة قطن مسموح أم لا) لكي يكون ارتداؤه للرجال شرعياً، ولكن الرأي السائد لمعظم العلماء المسلمين هو أن ارتداء الحرير من قبل الرجال محرماً.وقد أثارت الملابس الحديثة عددا من القضايا، بما في ذلك، على سبيل المثال، جواز ارتداء الحرير ربطة العنق، وهي من الملابس الرجالية.
.
في التوراة، عنصر القماش القرمزي يسمى بالعبرية «tola'at شينى» שני תולעת - حرفيا «قرمزي الدودة» - يوصف بأنه المستخدمة في الاحتفالات تنقية، مثل تلك التي في أعقاب اندلاع الجذام (لاويين 14) إلى جانب خشب الأرز والزوفا (زعتر). يترجم الحاخام سعيد الفيومي، الباحث البارز والمترجم الرائد في العصور الوسطى للمصادر اليهودية وترجم الكتاب المقدس إلى العربية، هذه العبارة بوضوح على أنها «حرير قرمزي»– חריר קרמז حرير قرمز.

### البحر الأبيض المتوسط القديم

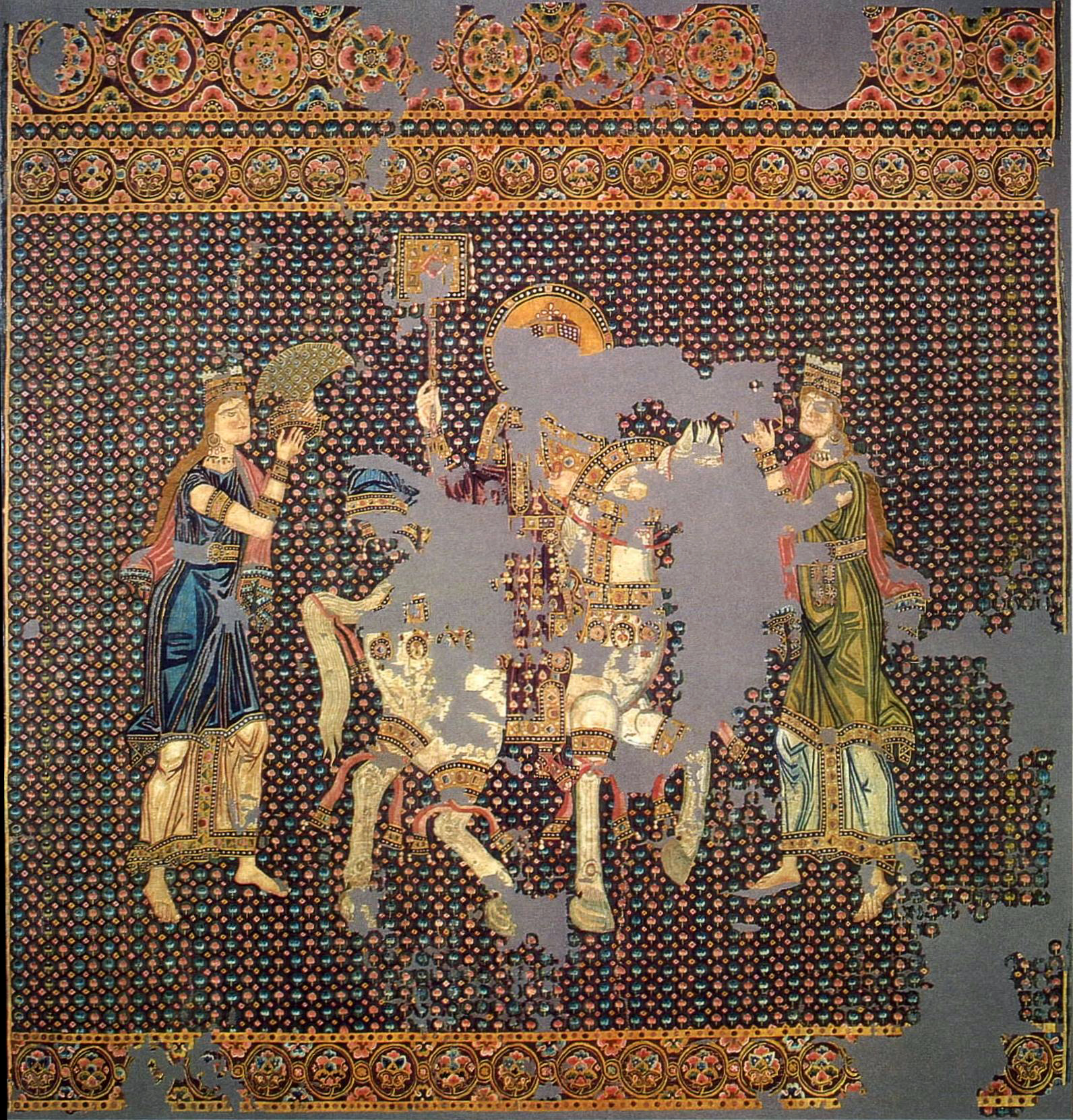
"Gunthertuch"، حرير من القرن الحادي عشر يحتفل بانتصار الإمبراطور البيزنطي

في «أوديسة»، 19.233، عندما استجوبت بينيلوب أوديسيوس، عن ملابس زوجها، بينما كان يتظاهر بأنه شخص آخر، قال إنه كان يرتدي قميصًا «لامعًا مثل قشر البصل الجاف» (يختلف باختلاف الترجمات، الترجمة الحرفية هنا) مما قد يشير إلى الجودة اللامعة للنسيج الحريري.
كتب أرسطو عن «Coa vestis»، وهو نسيج حريري بري من كوس.
كما تم تقييم حرير البحر من بعض أصداف البحر الكبيرة.
عرفت الإمبراطورية الرومانية وتداولت في الحرير، وكان الحرير الصيني هو أغلى السلع الفاخرة المستوردة من قبلهم. في عهد الإمبراطور تيبيريوس، تم إصدار قوانين محددة تحظر على الرجال ارتداء الملابس الحريرية، ولكن ثبت عدم فعاليتها. يذكر هستوريا أوغوستا أن إمبراطور القرن الثالث إيل جبل كان أول روماني يرتدي ملابس من الحرير الخالص، في حين كان من المعتاد ارتداء أقمشة من الحرير / القطن أو مزيج الحرير / الكتان. على الرغم من شعبية الحرير، إلا أن سر صناعة الحرير لم يصل إلى أوروبا إلا حوالي 550 بعد الميلاد، عبر الإمبراطورية البيزنطية.تقول الأسطورة أن الرهبان الذين يعملون لصالح الإمبراطور جستينيان الأول قاموا بتهريببيض دودة القز إلى القسطنطينية في قصب مجوفة من الصين. كانت جميع المنسوجات والأنوال عالية الجودة موجودة داخل مجمع القصر الكبير في القسطنطينية، وتم استخدام القماش المنتج في الجلباب الإمبراطوري أو في الدبلوماسية، كهدايا لكبار الشخصيات الأجنبية.تم بيع الباقي بأسعار مرتفعة للغاية.

### أوروبا في العصور الوسطى والحديثة

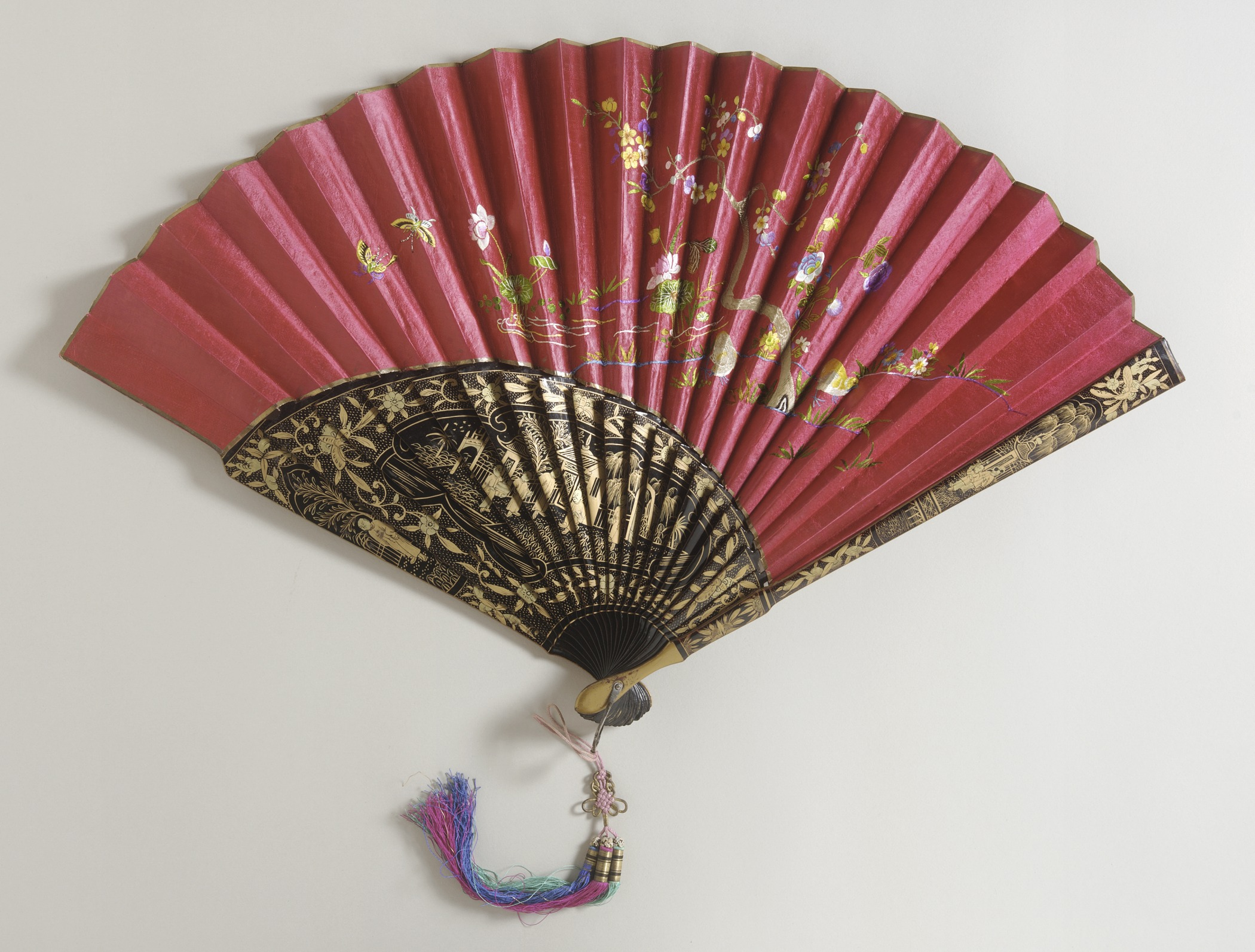
ورق الساتان الحريري ، العصي الخشبية والحراس ، ج. 1890

كانت إيطاليا أهم منتج للحرير خلال العصور الوسطى.  كان أول مركز أدخل إنتاج الحرير إلى إيطاليا هو مدينة كاتانزارو خلال القرن الحادي عشر في منطقة كالابريا. زود حرير كاتانزارو جميع أنحاء أوروبا تقريبًا وتم بيعه في معرض سوق كبير في ميناء ريدجو كالابريا إلى التجار الإسبان والفينيسيين والجينوفيين والهولنديين.  أصبحت كاتانزارو عاصمة الدانتيل في العالم مع منشأة كبيرة لتربية دودة القز أنتجت جميع الأربطة والبياضات المستخدمة في الفاتيكان.  اشتهرت المدينة على مستوى العالم بصناعة الحرير والمخمل والمقصب والبروكار.
ومن المراكز البارزة الأخرى كانت دولة مدينة الإيطالية لوكا التي مولت نفسها إلى حد كبير من خلال إنتاج الحرير وتجارة الحرير، بدءًا من القرن الثاني عشر. كانت المدن الإيطالية الأخرى المشاركة في إنتاج الحرير هي جنوة، البندقية وفلورنسا.
و تبادل الحرير في فالنسيا من القرن الخامس عشر - حيث كان يتم يستخدم «بركال» (percale سابقًا في عام 1348 كنوع من الحرير - يوضح قوة وثروة واحدة من أكبر المدن التجارية المتوسطية.
تم إنتاج الحرير وتصديره من مقاطعة غرناطة بإسبانيا، وخاصة منطقة البشرات، حتى موريسكوس، التي كانت صناعتها، تم طردها من غرناطة في 1571.
منذ القرن الخامس عشر، تمركز إنتاج الحرير في فرنسا حول مدينة ليون حيث تم إدخال العديد من الأدوات الميكانيكية للإنتاج بالجملة لأول مرة في القرن السابع عشر.

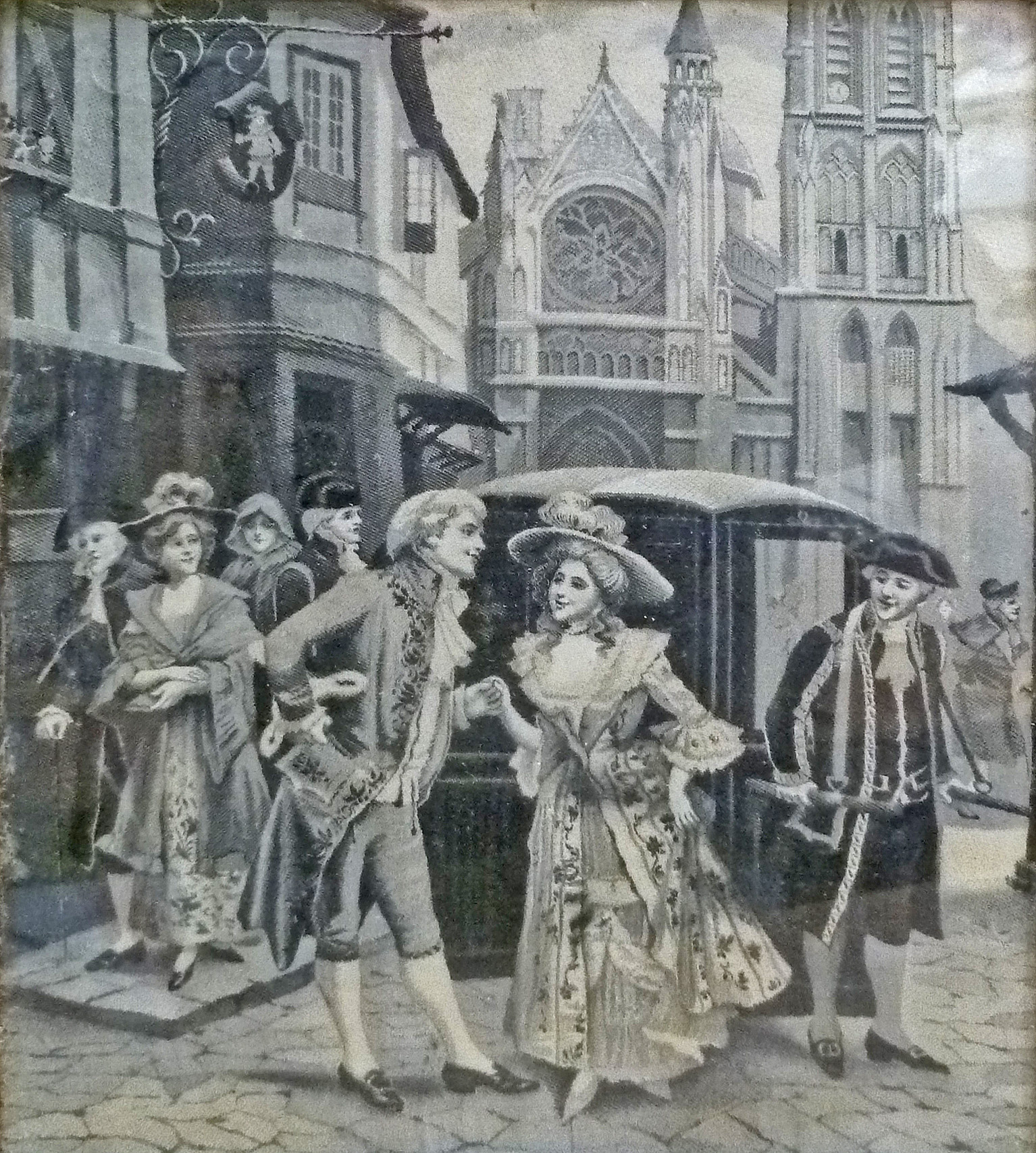
"La charmante rencontre" ، تطريز نادر من حرير ليون من القرن الثامن عشر (مجموعة خاصة)

حاول جيمس الأول تأسيس إنتاج الحرير في إنجلترا، حيث قام بشراء وزراعة 100,000 شجرة توت، بعضها على الأرض المجاورة لـ قصر هامبتون كورت، لكنها كانت من نوع غير مناسب لديدان الحرير وفشلت المحاولة. في عام 1732، أنشأ John Guardivaglio مشروعًا لف الحرير في مطحنة Logwood في Stockport ؛ في عام 1744، تم نصب بيرتون ميل في ماكليسفيلد؛ وفي عام 1753 تم بناء أولد ميل في كونجليتون.
ظلت هذه المدن الثلاث مركز صناعة رمي الحرير الإنجليزية حتى تم استبدال لف الحرير بـ غزل فضلات الحرير. كما أنشأت المؤسسة البريطانية خيوط الحرير في قبرص في عام 1928. في إنجلترا في منتصف القرن العشرين، تم إنتاج الحرير الخام في قلعة لولينجستون في كنت. تمت تربية دودة القز ولفها تحت إشراف زوي ليدي هارت دايك، وانتقلت لاحقًا إلى أيوت سانت لورانس في هيرتفوردشاير في عام 1956.

خلال الحرب العالمية الثانية، تم تأمين إمدادات الحرير لصناعة المظلات البريطانية من الشرق الأوسط بواسطة بيتر جادوم.

أوروبا في العصور الوسطى والحديثة
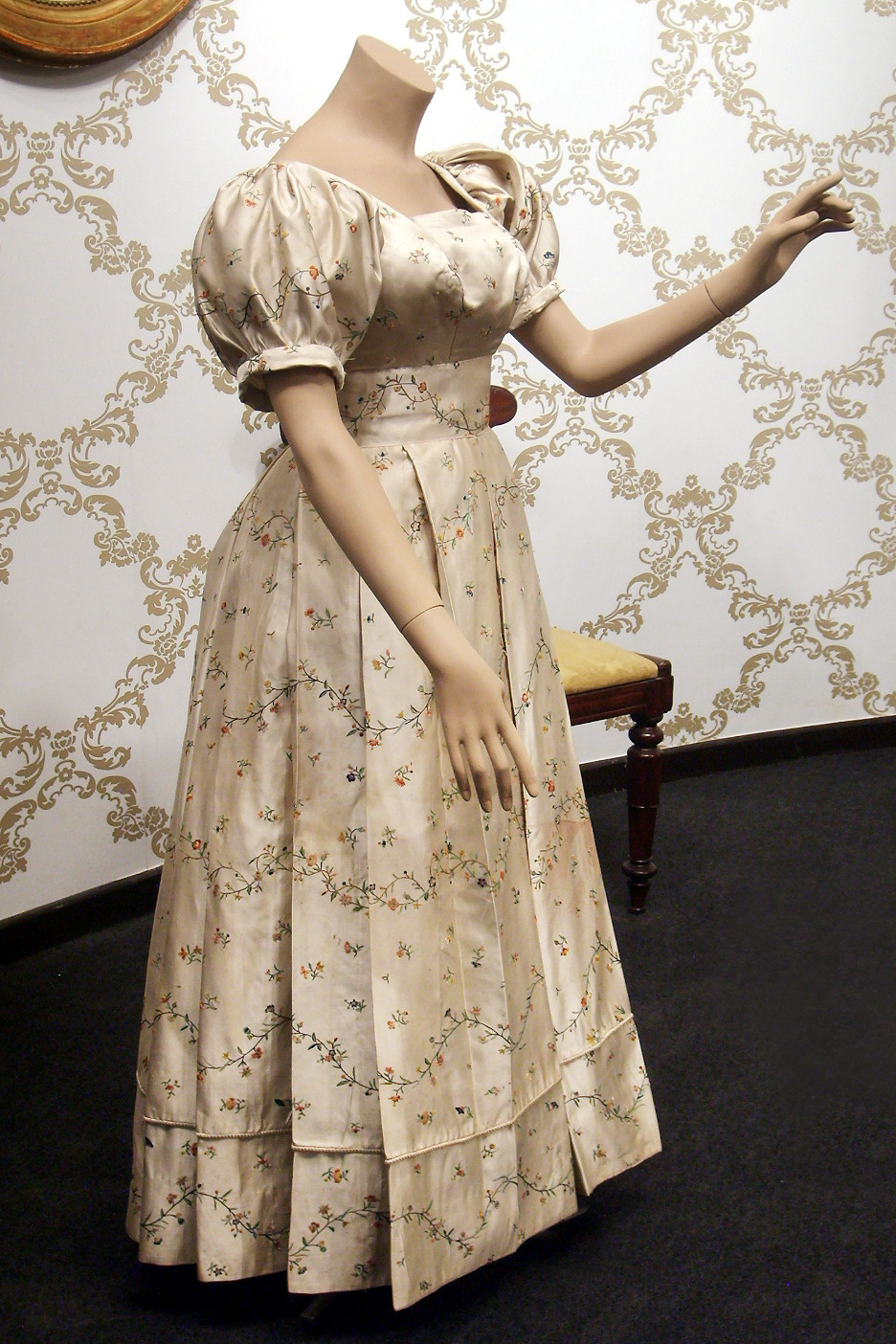
فستان مصنوع من الحرير
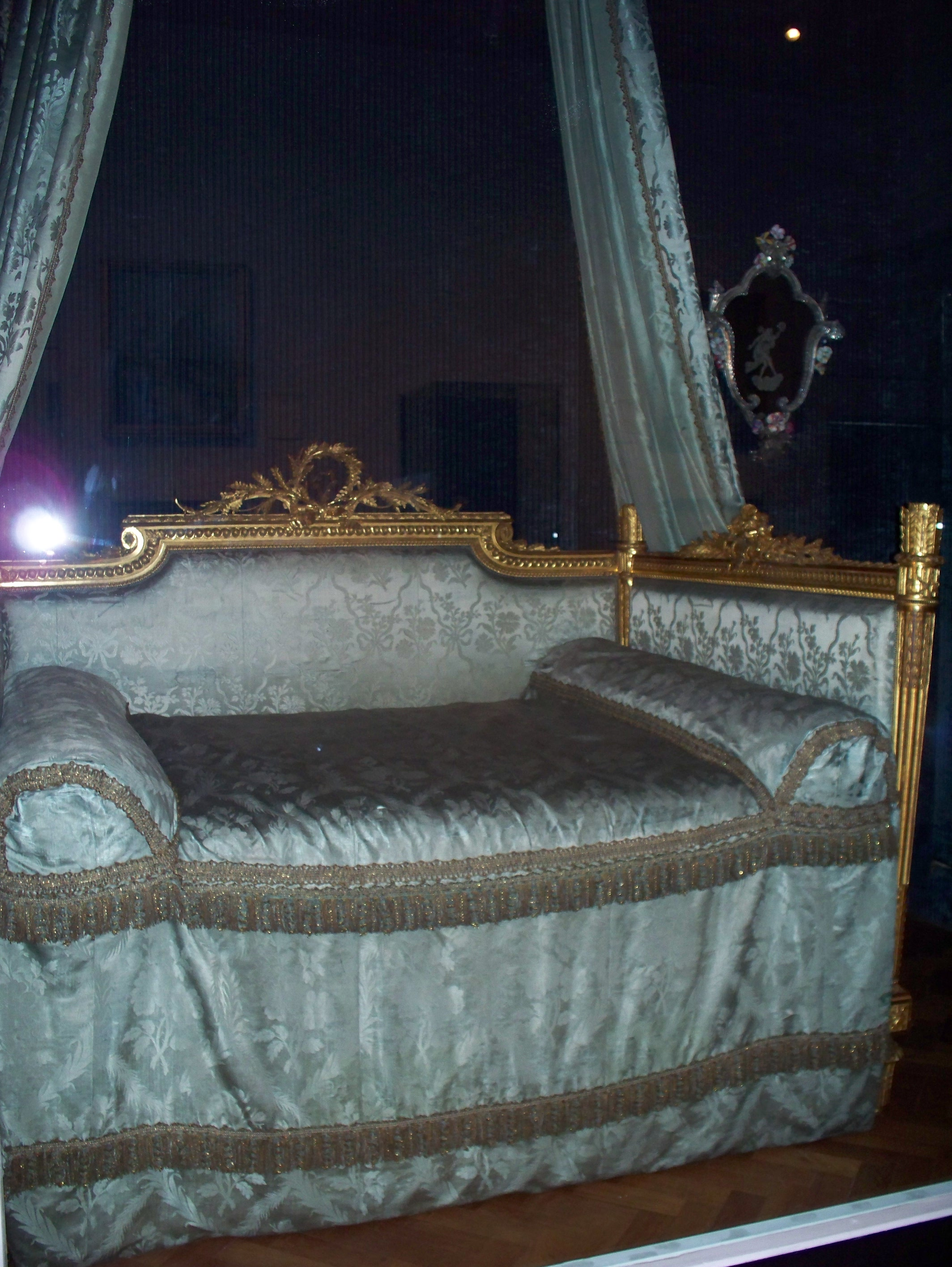
سرير مغطى بالحرير
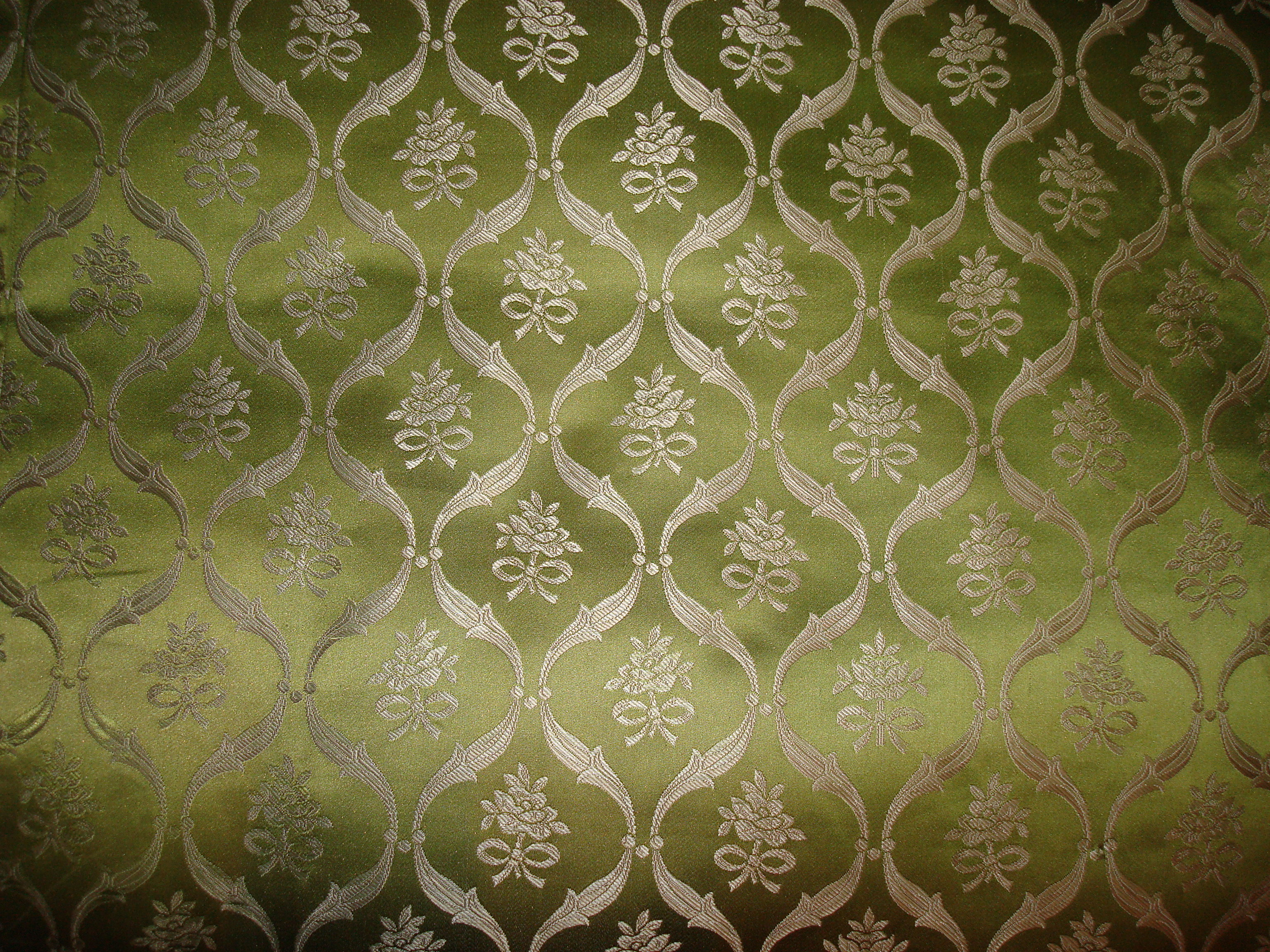
نمط من الحرير عمره مائة عام يسمى "المجرين روزين"
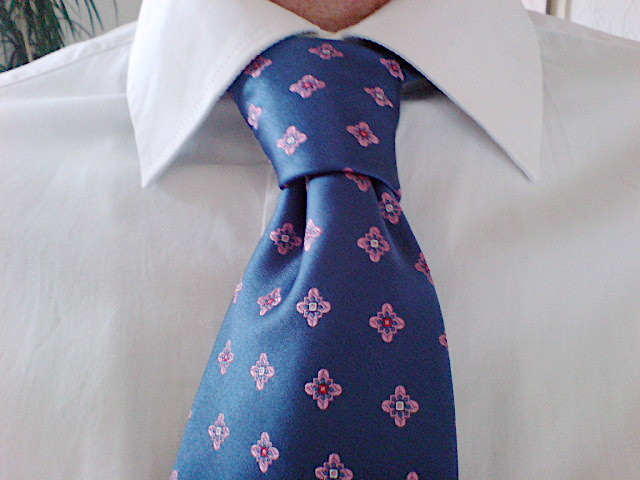
ربطة العنق ، وهي عبارة عن رباط مصنوع من الحرير

### أمريكا الشمالية
تم استخدام الحرير البري المأخوذ من أعشاش اليرقات الأصلية من قبل الأزتيك لصنع الأوعية وكورق.
تم إدخال ديدان الحرير إلى أواكساكا من إسبانيا في ثلاثينيات القرن الخامس عشر واستفادت المنطقة من إنتاج الحرير حتى أوائل القرن السابع عشر، عندما حظر ملك إسبانيا التصدير لحماية صناعة الحرير في إسبانيا. استمر إنتاج الحرير للاستهلاك المحلي حتى يومنا هذا، وأحيانًا يتم غزل الحرير البري.
قدم كينج جيمس الأول زراعة الحرير إلى المستعمرات البريطانية في أمريكا حوالي عام 1619، ظاهريًا لمنع التبغ من الزراعة. تبنت الهزازات في كنتاكي هذه الممارسة.

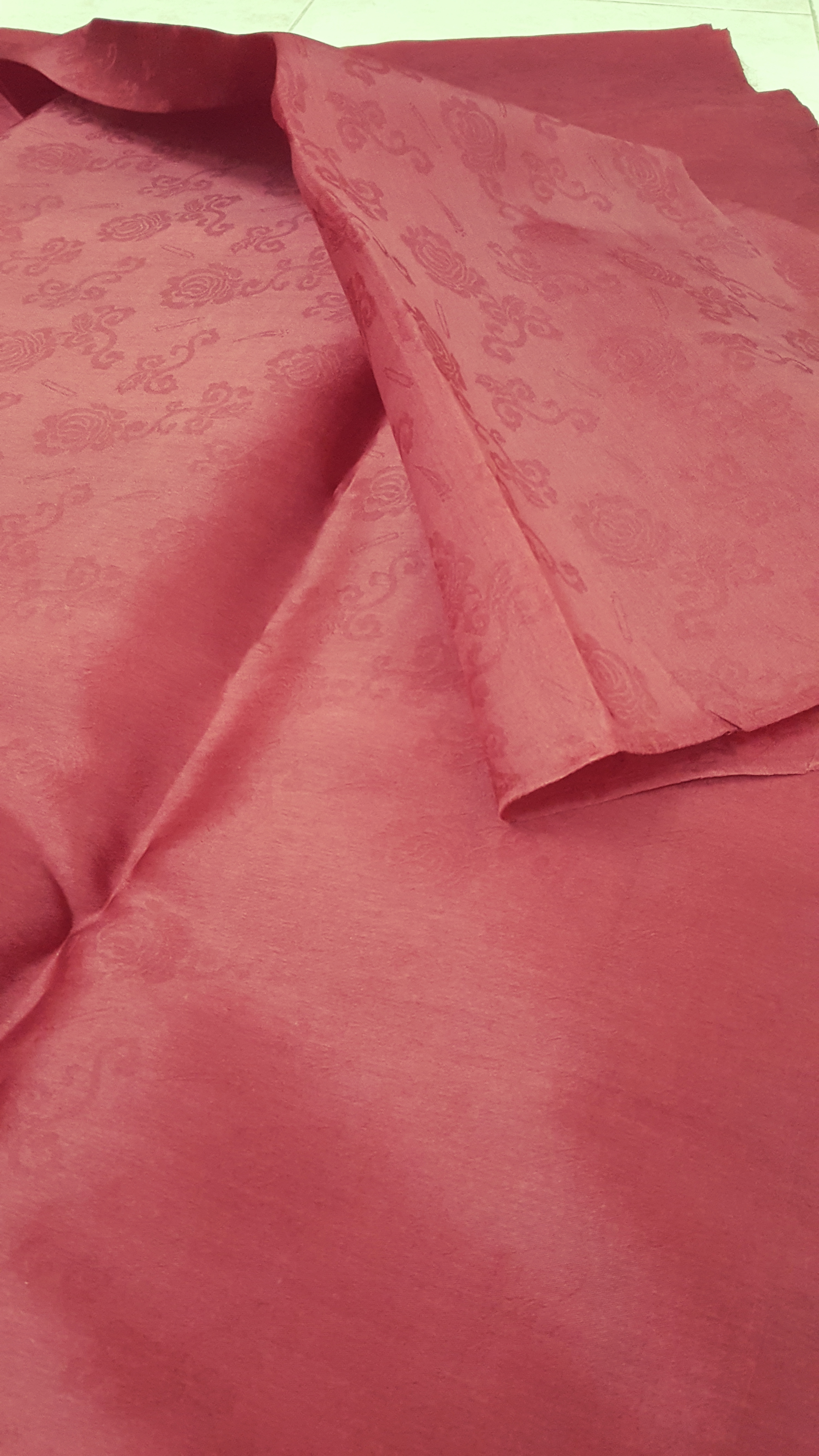
الساتان من قرية ما تشاو ، فيتنام

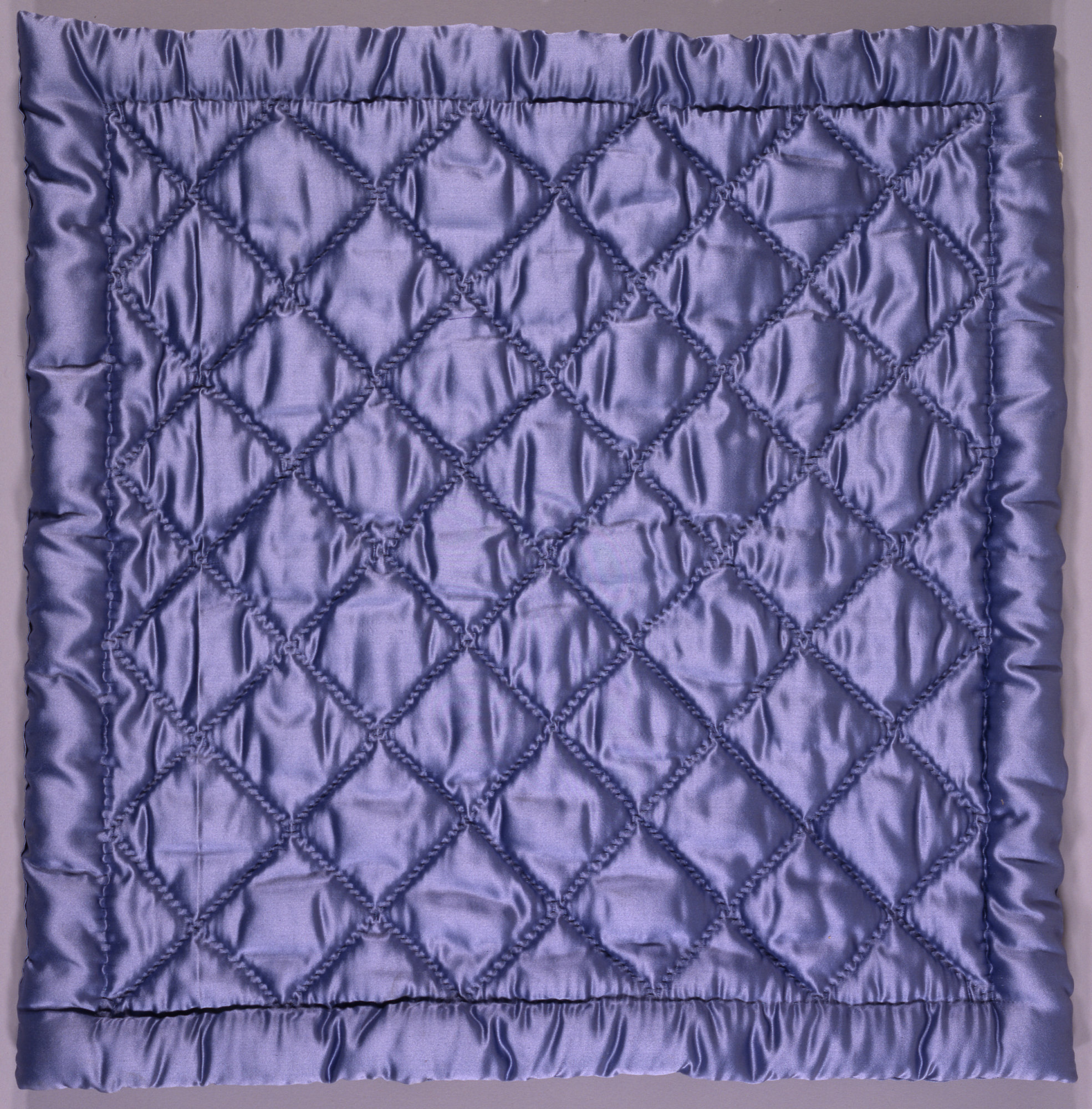
عينة من الساتان الحريري في المتحف القومي للتاريخ الأمريكي ، من إنتاج وليام سكينر وأولاده من هوليوك ، أكبر منتج لمثل هذه المنسوجات في العالم في أوائل القرن
العشرين.

يرتبط تاريخ الحرير الصناعي في الولايات المتحدة إلى حد كبير بالعديد من المراكز الحضرية الأصغر في المنطقة الشمالية الشرقية. وابتداءً من ثلاثينيات القرن التاسع عشر، برزت مانشستر كونيتيكت كمركز مبكر لصناعة الحرير في أمريكا، عندما أصبح تشيني براذرز أول من قام بتربية ديدان القز في الولايات المتحدة على نطاق صناعي؛ تعرض منطقة تشيني براذرز التاريخية مصانعها السابقة. مع جنون شجرة التوت (ارتفاع الشجرة وامتلاؤها) في ذلك العقد، بدأ صغار المنتجين الآخرين في تربية ديدان القز. اكتسب هذا الاقتصاد زخمًا بشكل خاص بالقرب من نورثهامبتون والمجاورة ويليامزبرغ، حيث ظهر عدد من الشركات الصغيرة والتعاونيات. وكان من بين أبرز هذه الجمعيات التعاونية الطوباوية في نورثهامبتون جمعية التعليم والصناعة، والتي كانت Sojourner Truth عضوًا فيها. بعد فيضان نهر ميل 1874، قام الصانع ويليام سكينر، بنقل مطحنته من ويليامزبرغ إلى مدينة هوليوك الجديدة آنذاك. على مدار الخمسين عاما القادمة، حافظ هو وأبناؤه على العلاقات بين صناعة الحرير الأمريكية ونظيراتها في اليابان وتوسعت أعمالهم إلى درجة أنه بحلول عام 1911، احتوى مجمع سكينر ميل على أكبر مطحنة حرير تحت سقف واحد في العالم، وأصبحت العلامة التجارية سكينر فابريكس أكبر مصنع للحرير على مستوى العالم. أدت الجهود الأخرى التي بذلت لاحقًا في القرن التاسع عشر إلى جلب صناعة الحرير الجديدة إلى باترسون، حيث قامت العديد من الشركات بتوظيف عمال نسيج مولودين في أوروبا ومنحها لقب «مدينة الحرير» كمركز رئيسي آخر للإنتاج في الولايات المتحدة.
الحرب العالمية الثانية أوقفت تجارة الحرير من آسيا، وارتفعت أسعار الحرير بشكل كبير. بدأت الصناعة الأمريكية في البحث عن البدائل، مما أدى إلى استخدام الاصطناعية مثل النايلون. كما تم صنع الحرير الصناعي من لايوسل، وهو نوع من ألياف السليولوز، وغالبًا ما يصعب تمييزه عن الحرير الحقيقي (انظر حرير العنكبوت لمعرفة المزيد عن الحرير الاصطناعي).

#### لبنان وبلاد الشام
عرفت لبنان تربية دود القز منذ عهد الإمبراطور جوستنيانوس خلال القرن السابع للميلاد غير أن الحرير الصيني ورد إلى لبنان عبر بلاد فارس والعراق، عندما كانت القوافل تجتاز طريق الحرير لتحل في تدمر والبتراء. وكان اللبنانيون قد أظهروا اهتماما كبيرا بتربية دود القز وأجادوا صناعة الحرير حين انكشف لهم سره، فاشتهر حرير طرابلس ببياضه الناصع فكان يستخدم في التطريز المذهب والمفضفض،  فيما استخدم حرير الشوف في صناعة الأنسجة المخملية. بينما كان حرير بيروت يدخل في صناعة أقمشة التفتا وأغطية الفرش والستائر.

### ماليزيا
في Terengganu ، التي أصبحت الآن جزءًا من ماليزيا، تم استيراد جيل ثان من دودة القز منذ عام 1764 لصناعة المنسوجات الحريرية في البلاد، وخاصة Songket. ومع ذلك، منذ الثمانينيات، لم تعد ماليزيا منخرطة في تربية دودة القز ولكنها تزرع أشجار التوت.

### فيتنام
في الأسطورة الفيتنامية، ظهر الحرير في الألفية الأولى بعد الميلاد ولا يزال يجري نسجه حتى اليوم.

## أنواع الحرير الطبيعي
1. حرير مزروع: يمكن زراعة الحرير بصورة تجارية غالبًا من دودة القز الكبيرة البيضاء ذات الأجنحة المخططة بالسواد. حجمها كبير نسبيا وجسمها قصير وأرجلها ضخمة، وتتغذى على أوراق شجرة التوت.
2. الحرير البري: لونه الطبيعي بني أو أصفر غامق، يستخرج من ديدان القز التي تتغذى على أوراق شجرة البلوط، وتنمو في الصين والهند، ويصعب تبييض الحرير البري بسبب لونه، كما أنه أقل لمعانا من الحرير المزروع، وغالبا يخلط مع ألياف أخرى. وتعد الصين وبعض دول الاتحاد السوفياتي سابقا مثل أوزبكستان الدول المتصدرة لإنتاج الحرير.

## ميزات الحرير الطبيعي
الحرير من أقوى الألياف الطبيعية، إذ أن خيطه أقوى من شعيرة فولاذية بنفس القُطر، وله مرونة عالية عند شده، ويستعيد أبعاده الأصلية عند إزالة قوة الشد المؤثرة عليه. الحرير يسمى ملك الألياف لأن بريقه الطبيعي لا يتوافر إلا في القليل من الألياف الأخرى. يمتص الحرير الرطوبة ويحتفظ بمقدار 30% رطوبة بدون أن يبدو عليه البلل ومقدار الرطوبة.
و له القدرة على احتمال درجات الحرارة العالية، حتى يمكن تسخينه حتى درجة حرارة 140 درجة مئوية بدون أن يتحلل، ويبدأ بالتحلل عند درجة حرارة 170 درجة مئوية.
الملابس الحريرية خفيفة الوزن جدا وأدفأ من الملابس المصنوعة من القطن أوالكتان أو الحرير الصناعي ويمكن كي الحرير بسهولة فهو مقاوم للانكماش.

## عملية الإنتاج
تُعرف عملية إنتاج الحرير باسم تربية دودة القز. يمكن تقسيم عملية إنتاج الحرير بأكملها إلى عدة خطوات يتم التعامل معها عادةً من قبل كيانات مختلفة. يبدأ استخراج الحرير الخام بتغذية ديدان القز على أوراق التوت. بمجرد أن تصنع الديدان شرانقها، يتم إذابتها في الماء المغلي من أجل استخلاص الألياف الطويلة الفردية وتغذيتها في بكرة الغزل.
لإنتاج 1 كجم من الحرير، تستهلك 3000 دودة قز 104 كجم من أوراق التوت. يستغرق صنع كيمونو من الحرير الخالص حوالي 5000 دودة قز.:104 منتجي الحرير الرئيسيين هم الصين(54%) والهند (14٪). إحصاءات أخرى:
| أفضل عشرة منتجين للشرانق (ريلابل) - 2005 | أفضل عشرة منتجين للشرانق (ريلابل) - 2005 | أفضل عشرة منتجين للشرانق (ريلابل) - 2005 | أفضل عشرة منتجين للشرانق (ريلابل) - 2005 | أفضل عشرة منتجين للشرانق (ريلابل) - 2005 |
| دولة | إنتاج (Int $1000)                        | هامش                                     | إنتاج (1000 kg)                          | هامش                                     |
| --- | ---------------------------------------- | ---------------------------------------- | ---------------------------------------- | ---------------------------------------- |
| الصين | 978,013                                  | C                                        | 290,003                                  | F                                        |
| الهند | 259,679                                  | C                                        | 77,000                                   | F                                        |
| أوزبكستان | 57,332                                   | C                                        | 17,000                                   | F                                        |
| البرازيل | 37,097                                   | C                                        | 11,000                                   | F                                        |
| إيران | 20,235                                   | C                                        | 6,088                                    | F                                        |
| تايلاند | 16,862                                   | C                                        | 5,000                                    | F                                        |
| فيتنام | 10,117                                   | C                                        | 3,000                                    | F                                        |
| كوريا الشمالية | 5,059                                    | C                                        | 1,500                                    | F                                        |
| رومانيا | 3,372                                    | C                                        | 1,000                                    | F                                        |
| اليابان | 2,023                                    | C                                        | 600                                      | F                                        |
| لا يوجد رمز = رقم رسمي ، F = تقدير منظمة الأغذية والزراعة ، * = رقم غير رسمي ، C = رقم محسوب ؛ الإنتاج بمبلغ 1000 دولار دولي تم حسابه على أساس الأسعار العالمية لعام 1999- 2001 المصدر: Food And المنظمة الزراعية للأمم المتحدة: الإدارة الاقتصادية والاجتماعية: الشعبة الإحصائية |                                          |                                          |                                          |                                          |

من المحتمل أن يكون التأثير البيئي لإنتاج الحرير كبيرًا عند مقارنته بالألياف الطبيعية الأخرى. يُظهر تقييم دورة حياة إنتاج الحرير الهندي أن عملية الإنتاج لها بصمة كبيرة من الكربون والماء، ويرجع ذلك أساسًا إلى حقيقة أنه ألياف مشتقة من الحيوانات وأن هناك حاجة إلى المزيد من المدخلات مثل الأسمدة والمياه لكل وحدة من الألياف المنتجة.

### أهداف التربية
تهدف تربية دودة الحرير إلى إنتاج الشرانق والتي بدورها تستخدم لإنتاج الحرير الخام. الهدف الثاني: تستخدم لإنتاج البيض، ففي هذه الحالة يتم تربية عدد من السلالات المختلفة من دودة الحرير بعد ذلك يتم التهجين لإنتاج هجن دودة الحرير 

### تربية دودة الحرير لإنتاج الشرانق
دودة الحرير مخلوق رقيق جداً. لها أربع أطوار رئيسية هي: البيضة واليرقة والعذراء والفراشة. ما يقوم به المربي هو تربية الطور اليرقي وهو عبارة عن خمسة أعمار تفصل بينهما أربع انسلاخات تقوم اليرقة فيه بتغيير الجلد وتمتنع خلال هذه الفترة عن التغذية. في غضون 4-5 أسابيع تقوم بغزل الشرنقة وتتحول إلى طور العذراء.

### تحديد عدد علب البيض
تحتاج علبة البيض التي تزن 12 جرام (20000 إلي 24000 بيضة) إلى 20-24 متر مربع وكذلك تحتاج إلى 550-600 كيلو جرام من أوراق التوت وتتوفر تلك الكمية في عدد 6-8 شجرات من التوت عمرها أكبر من 10 سنوات. وتكون تلك الأشجار منزرعة على ضفاف الترع وجوانب الطرق. وفي حالة زراعة الحقول فيجب تحديد متوسط إنتاج الشجرة من أوراق التوت، وبالتالي يتم التعرف على كمية الأوراق التي ينتجها الحقل وتختلف حسب عمر الحقل ونوع التربة والعناية بالنباتات والتسميد والري.

## معرض صور

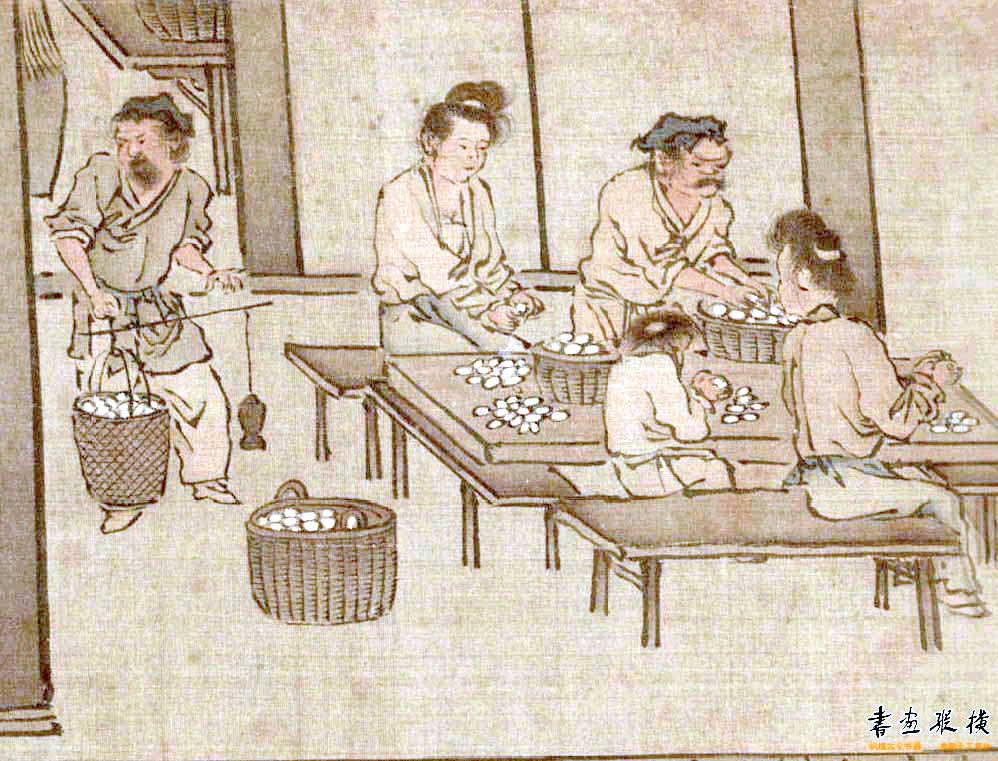
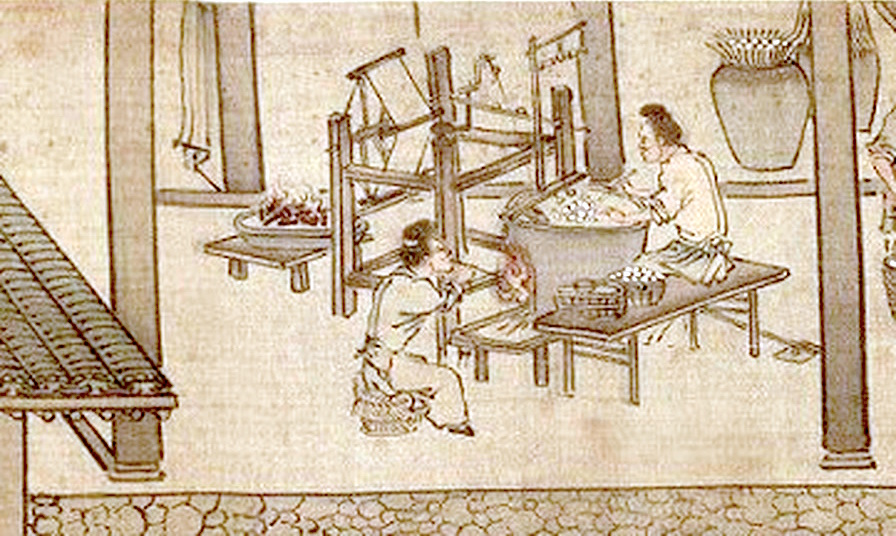
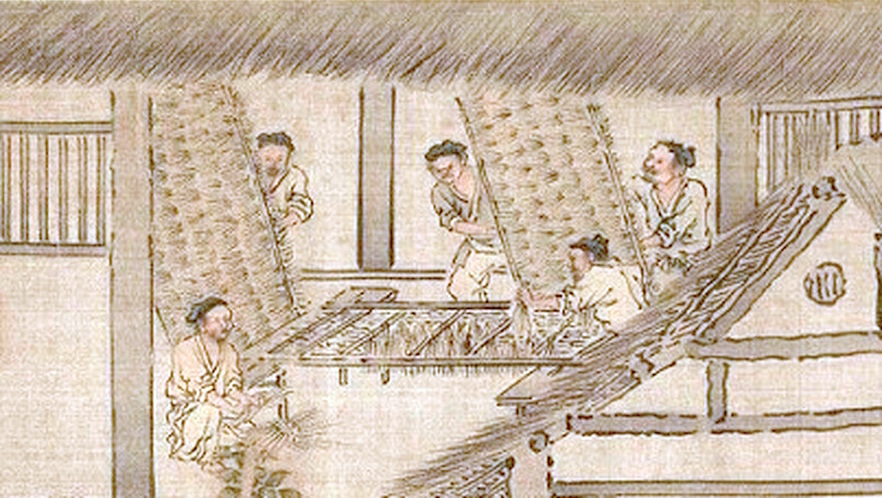
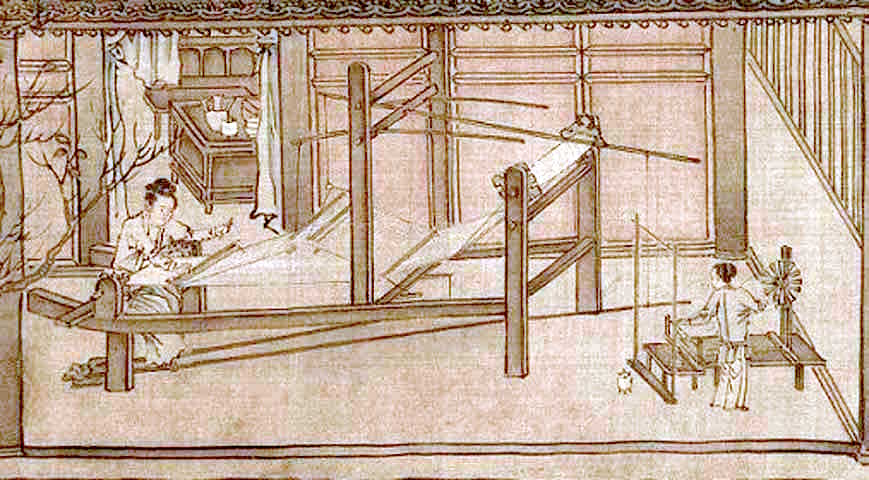

## وصلات خارجية
- الحرير من الموسوعة العربية العالمية

- وشاح حريرى في تاريخ فرنسا (باللغة الإنكليزية)
- إنتاج الحرير الطبيعي